# Pierrelatte
Pierrelatte ist eine Gemeinde mit 13.909 Einwohnern (Stand 1. Januar 2022) in Frankreich 150 km südlich von Lyon. Sie liegt im Département Drôme (Auvergne-Rhône-Alpes).
Pierrelatte ist die westlichste Gemeinde des Départements Drôme.
Seit 1962 hat sich die Einwohnerzahl von 4251 bis 1968 auf 9757 erhöht. Diese stagnierte bis 1975, wuchs daraufhin stetig an, als sie 1982 11596 erreichte.
In ihrer Nähe liegt eine der größten Nuklearanlagen der Welt, die Nuklearanlage Tricastin, die von den französischen Staatskonzernen Orano und Électricité de France (EdF) betrieben wird, bestehend aus mehreren Bereichen, darunter einem Kernkraftwerk mit vier Reaktorblöcken, zwei Urananreicherungsanlagen und einer Urankonversionsfabrik.
Pierrelatte liegt an der Bahnstrecke Paris–Marseille.

## Bevölkerungsentwicklung
| Jahr                       | 1962 | 1968 | 1975 | 1982   | 1990   | 1999   | 2006   | 2017   |
| Einwohner                  | 4251 | 9757 | 9816 | 11.596 | 11.770 | 11.943 | 12.315 | 13.496 |
| Quellen: Cassini und INSEE |      |      |      |        |        |        |        |        |

Der Dolmen du Colombier auch Dolmen de Grosse Pierre liegt bei Pierrelatte.

## Persönlichkeiten
- Fouad Chafik (* 1986), marokkanischer Fußballspieler